# Niamina Dankunku
Niamina Dankunku är ett distrikt i Gambia. Det ligger i regionen Central River, i den centrala delen av landet, 140 km öster om huvudstaden Banjul. Antalet invånare var 6 083 vid folkräkningen 2013. Den största orten då var Dankunku.